# Estlands filmhistoria
Estlands filmhistoria går tillbaka till början av 1900-talet då de första biograferna startades och de första filmerna skapades. Under 1920-talet producerades den första långfilmen. Bland de mest framgångsrika långfilmerna hör Viimne reliikvia och Kevade. Idag produceras 5–10 filmer per år och filmindustrin är inriktad på internationella samarbeten och att locka utländska filmproduktioner till Estland.

## Historia

### Den estniska filmens barndom
1896 visades film för första gången i Estland då Edisons cinematograf visas i Tallinn. 1897 kommer bröderna Lumiére cinematograf till Estland. 1908 öppnas den första biografen, Illusion, i Tartu med plats för 360 besökare. Vilken den första estniska filmen var är något oklart. En journalfilm från 1908 som visade Sveriges dåvarande kung Gustaf V:s besök i Tallinn nämns. Men Johannes Pääsuke framhölls som skaparen av den första estniska filmen, ett nyhetsinslag, som visades på bion Illusion i Tartu 30 april 1912 när den estniska filmindustrin firade 100 år 2012. 1914 regisserade Tõnis Nõmmits den första spelfilmen, Karujaht Pärnumaal (Björnjakt i Pärnumaa). Johannes Pääsuke (1892–1918) byggde sedan upp en filmstudio i Tartu som producerade film för Estlands nationalmuseum. 

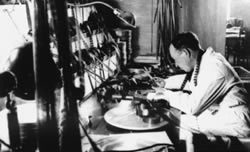
Konstatin Marska

Den första estniska långfilmen Mineviku varjud producerades 1924 och regisserades av Valter Palm och A. Nugis. Konstantin Märska stod för kameraarbetet och filmen producerades av hans bolag Konstantin Märska Filmiproduktsioon. Theodor Luts (1896-1980) producerade vid samma tid filmer genom sitt bolag Theodor Lutsu Filmiproduktsioon med en milstolpe i filmen Noored kotkad (Unga örnar). Mindre filmstudios i Estland var Siirius Film och K.Kalamees Tartu. 
1931 följde den första animerade kortfilmen, Kutsu-Juku seiklusi. Efter 1930-talets ekonomiska depression blev statliga Eesti Kultuurfilm det största produktionsbolaget. Miliza Korjus hade en framgångsrik karriär i Hollywood.

### Sovjettiden
Efter att Sovjetunionen ockuperat och införlivat Estland som en delrepublik i Sovjetunionen togs Eesti Kultuurfilm över av kommunistpartiet. Filmindustrin kom nu att domineras av propagandafilmer producerade av filmare som kom till Estland från andra delar av Sovjet. 1947 producerades den första långfilmen i det sovjetstyrda Estland. 1951 följde den första långfilmen i färg. Efter Stalins död 1953 lättade trycket men inom filmen fortsatte den statliga kontrollen på vilka filmer som fick lanseras. 1963 öppnades Estlands största biograf Kosmos i Tallinn med 1015 platser.
Den estniska filmen fick en stor framgång 1969 då Viimne reliikvia av regissören Grigori Kromanov släpptes av Tallinnfilm. Till grund för filmen låg en berättelse av Eduard Bornhöhe om prinsen Gabriel och belägringen av Tallinn 1577 som blivit ett filmmanus skapat av Arvo Valton. Filmen satte rekord i Sovjetunionen i antalet sålda biljetter, totalt köptes 44,9 miljoner biobiljetter. Filmen blev även en framgång internationellt. En annan milstolpe kom samma år i Arvo Kruusements Kevade som baserades på en novell av Oskar Luts.
Under 1980-talet var Hukkunud Alpinisti hotell av Grigori Kromanov och Nipernaadi av Kaljo Kiisk framgångsrika filmer. Den mest kända kvinnliga regissören Leida Laius firade framgångar med Kõrboja peremees (1979) och Naerata ometi (1985). Bland ledande skådespelare inom den estniska filmen under Sovjettiden hörde Rein Aren, Jüri Järvet och Leonhard Merzin.

### Den estniska filmen efter 1991
I det självständiga Estland hamnade filmen under 1990-talet i en kris med en lågpunkt 1996 då ingen långfilm producerades. 1997 skapades Estlands kulturdepartement en filmstiftelse. Samma år sågs vändningen för den estniska filmen genom Minu Leninid av Hardi Volmer och 1998 producerades två filmer. Det har även inletts internationella samarbeten, bland annat med Lettland, Tyskland och Tjeckien. Ett estnisk-amerikanskt samarbete resulterade i dokumentären The Singing Revolution (2006). Under 2007 producerades 10 filmer i Estland, bland dem Sügisball. En annan film var den samhällskritiska Klassen av Ilmar Raag som distribuerats i Sverige av SFI för skolvisningar.
Idag finns ett estniskt filmkluster som består av 20-talet produktionsbolag. Målet är bland annat att locka till sig utländska filmproduktioner. Delar av Lukas Moodyssons Lilja 4-ever spelades till exempel in i Estland. I Estland arrangeras flera filmfestivaler, däribland Tallinn Black Nights Film Festival, DocPoint Tallinn och Pärnu IDaAFF. I Tallinn är sedan 2004 biografen Sõprus centrum för konstnärlig film. Filmutbildning finns bland annat på Baltic Film and Media School (BFM) vid Tallinns universitet. Estlands filmmuseum som grundades 2006 är en del av Estlands historiska museum i Maarjamäepalatset i Tallinn.
2013 skapades Estlands filminstitut. Inför Estlands 100-årsfirande 2018 har en filmtävling utlysts där flera projekt väljs ut för att spegla Estlands historia.

## Regissörer
- Roman Baskin
- Heiki Ernits
- Helle Karis
- Veljo Käsper
- Ago-Endrik Kerge
- Arvo Iho
- Kaljo Kiisk
- Arvo Kruusement
- Sulev Nõmmik
- Elmo Nüganen
- Priit Pärn
- Janno Põldma
- Ain Prosa
- Peeter Simm
- Ilmar Taska
- Tõnu Trubetsky
- Riho Unt
- René Vilbre
- Hardi Volmer